# Johann Martin Meyer
Johann Martin Meyer (* 7. März 1825 in Herisau; † 18. September 1893 ebenda; heimatberechtigt ebenda) war ein Schweizer Unternehmer, Kantonsrat und Landeshauptmann aus dem Kanton Appenzell Ausserrhoden.

## Leben
Johann Martin Meyer war der Sohn von Laurenz Meyer und der Neffe von Emanuel Meyer. Er ehelichte 1852 Anna Elisabetha Signer, Tochter von Johann Jakob Signer, Besitzer einer Appretur.
Meyer absolvierte zunächst eine kaufmännische Ausbildung in Triest. Danach erfolgte der Eintritt ins väterliche Geschäft. 1879 übernahm er mit Unterstützung seines Schwagers Johann Jakob Signer die Würzersche Appretur in Herisau. Unter dem Namen Meyer & Co. brachte Meyer die Firma zu grosser Blüte. Sie blieb bis 1926 im Besitz der Familie.
Von 1853 bis 1867 hatte er einen Sitz im Gemeinderat von Herisau inne. Von 1859 bis 1860, ab 1862 bis 1867 und von 1873 bis 1893 war er auch im Ausserrhoder Gross- und Kantonsrat tätig. Meyer amtierte von 1867 bis 1871 als Landeshauptmann und von 1871 bis 1872 als Landesstatthalter. Aus letzterem Amt wurde er auf seinen ausdrücklichen Wunsch entlassen. Meyer wirkte von 1862 bis 1867 und von 1873 bis 1893 als Mitglied der Assekuranzverwaltung. Gleichzeitig amtierte er von 1876 bis 1893 als Vizepräsident der Kantonalbankverwaltung. Als leidenschaftlicher Bergwanderer und Botaniker legte Meyer ein Herbarium der Pflanzen in Herisau an und setzte sich für die Gebietsansprüche Ausserrhodens am Säntisgipfel ein.